# Mallophora aeaca
Mallophora aeaca är en tvåvingeart som beskrevs av Samuel Wendell Williston  1901. Mallophora aeaca ingår i släktet Mallophora och familjen rovflugor. Inga underarter finns listade i Catalogue of Life.